# Museo Nacional Sicán
El Museo Nacional Sicán está situado en la ciudad de Ferreñafe, cerca de Chiclayo, departamento de Lambayeque, en la costa norte del Perú. El museo está principalmente dedicado a la cultura lambayeque o sicán, que se desarrolló en la región entre los años 700 y 1300, aproximadamente, antes de caer bajo el dominio chimú. 

## Descripción
La antigua nación lambayeque es conocida principalmente por su arte metalúrgico (siendo especialmente famosas sus máscaras funerarias de oro y sus tumi o cuchillos ceremoniales), que el museo muestra documentadamente. Los grandes Complejos de Pirámides o huacas de adobe que construyeron los lambayeque, como los centros ceremoniales de Túcume o de Batán Grande en el bosque de Pómac, se encuentran relativamente cerca de Ferreñafe y pueden visitarse en la misma jornada que el museo.  

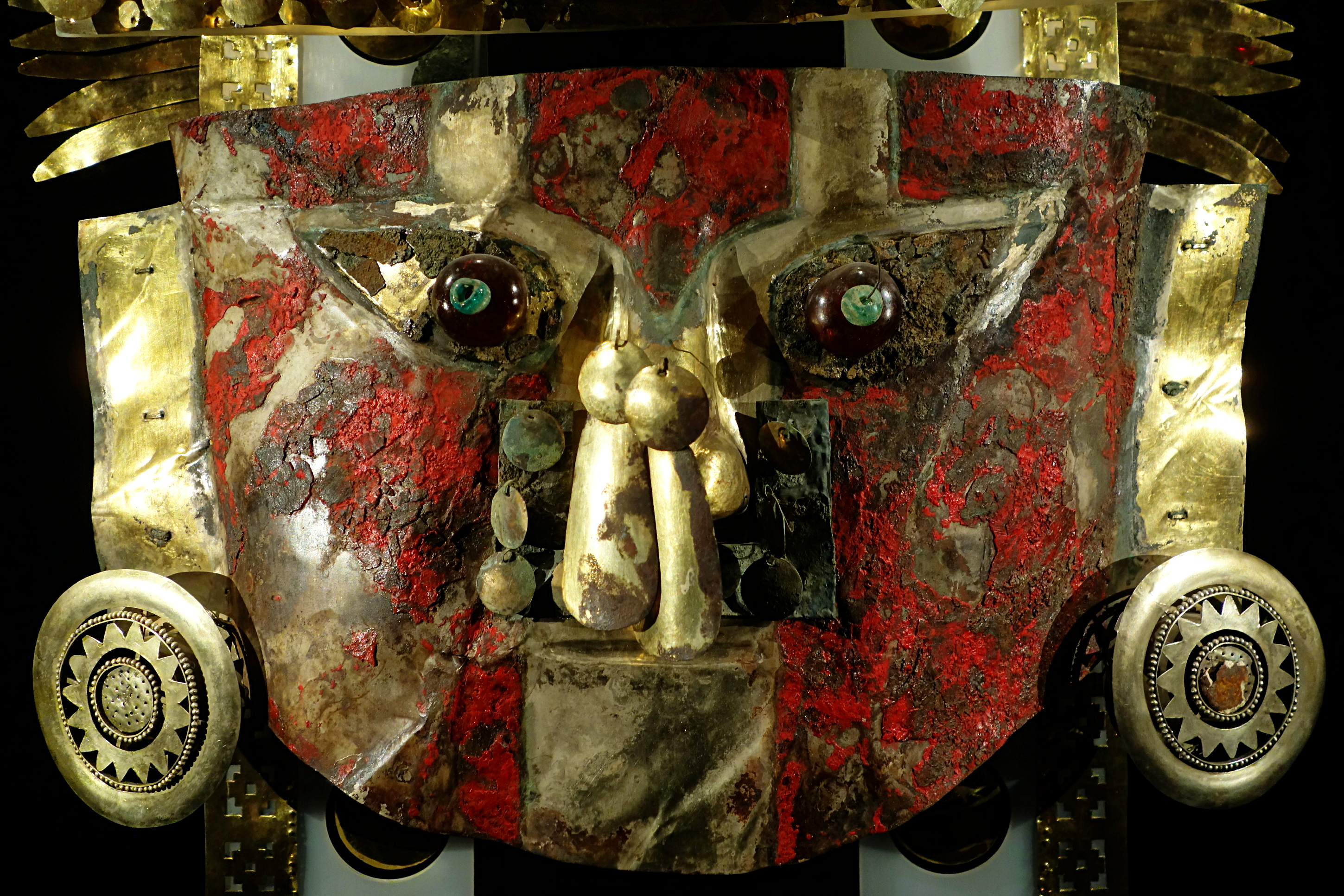
máscara funeraria lambayeque hecha en oro y recubierta de cinabrio, que se expone en el museo.

El Museo Nacional Sicán fue inaugurado en marzo del año 2001. Para su edificación e implementación se ha contado con el aporte financiero y científico del gobierno de Japón.